# 三省堂
三省堂（日语：／）是日本的一家主要从事出版日语和外文字典、辞典、百科全书及教科书的出版社。名称源自《论语》中的“吾日三省吾身”。
三省堂本社地址在水道桥站和神田川之间，以前这里是三省堂的印刷厂仓库。由于本社地方狭窄，所以三省堂在邻接的房子也借了几层楼面。

## 沿革
1881年（明治14年）旗本龟井忠一开了旧书店「三省堂书店」，1884年（明治17年）涉足出版事业。
三省堂起先以文教为中心主要从事辞典、教科书、地图的出版，以及教材的销售。当初辞典出版最大的竞争对手是富山房，富山房出版的是大型和专业辞典，所以三省堂把目光放在小型实用的辞书上。1889年，三省堂开设了自己的印刷工厂。
1915年（大正4年），三省堂书店的出版和印刷部门独立为「株式会社三省堂」。以1974年（昭和49年）倒闭为契机，龟井家的资本完全从三省堂剥离。但是目前龟井家依然保持三省堂书店的经营。
1981年（昭和56年），三省堂的印刷部门独立为三省堂印刷。三省堂印刷在八王子市拥有工厂，进行排版、印刷。三省堂的印刷设备在日本国内是首屈一指的，日本圣经协会的圣经大半由三省堂印刷印制。

## 出版物

### 国语辞典
三省堂的新明解国语辞典是日本国内销售量最大的辞典。个性化的注解和例句使其有很强的群众基础。主要由山田忠雄撰写。
新明解国语辞典的前身─明解国语辞典，主编是见坊豪纪﹝那时候山田只作为协助﹞。后来见坊豪纪以明解国语辞典为蓝本主编三省堂国语辞典，而與山田主编的新明解国语辞典形成两种不同风格的辞典。新明解国语辞典保留从前重要的部分，并且对认为有必要的注释不惜笔墨；而三省堂国语辞典积极导入新的词汇，在解释上言简义赅；新明解国语辞典偏重于动词，副词和形容词的解释；三省堂国语辞典则将主要精力放在名词解释方面，两者相辅相成。
中型国语辞典大辞林和岩波书店的广辞苑争夺市场，主要着眼于现代日本词汇和外来语的解释(比如有滚石乐队这样的条目)；广辞苑則包含了大量古文和方言。
战前还发行过由金泽庄三郎主编的广辞林被当时的中学生广泛使用。因为发行量很大，现在的旧书店还能很容易找到。金泽做过日语和朝鮮语的比较研究工作，是日韩语言同语系论的倡导者。

### 英和辞典
简明英和辞典在明治、大正、昭和时期长期作为小型英和辞典的代表，中型英和辞典的代表为大学皇冠英和辞典和新明解英和中辞典。研究社的大型辞典领导英和辞典成功之后，跟着投入大简明英和辞典。最近几年有开发了智慧英和辞典。

### 百科辞典
现在日本的百科辞典是平凡社和学习研究社的比较有名。但是日本第一本百科辞典是大隈重信编撰、三省堂出版的日本百科大辞典(全10卷、1908年～1919年)，为了庆祝出版，还开了盛大的游园会，涩泽荣一等商界要人也前来出席；然而巨额的出版费用造成资金不足，三省堂因此倒闭；最后在资金援助下，10卷终于全部出齐。

### 教科书
主要是出版初高中国语和英语教科书。但是现在已经少被学校采用。

## 主要出版物

### 国语辞典/古语辞典/汉和辞典
- 大辞林，广辞林，新辞林，小辞林，新明解国语辞典，三省堂国语辞典，例解新国语辞典，现代新国语辞典，日常简明国语辞典，辞海
- 全译读解古语辞典，全译基本古语辞典，三省堂详説古语辞典，新明解古语辞典，例解古语辞典
- 汉辞海，五十音汉和辞典，例解新汉和辞典，新明解汉和辞典，三省堂新汉和中辞典
- 新明解日本语方言辞典，现代国语表记辞典，简明片假名辞典
- 新明解百科辞典，新明解四字熟语辞典，新明解故事谚语辞典

时代別国语大辞典(上代、室町时代一、二、三、四、五)
- 萱野茂的阿依努语辞典

### 外语辞典
- 大简明英和辞典，大世纪英和辞典，智慧英和辞典，新国际英和辞典，新皇冠英和辞典，日常简明英和辞典，初級皇冠英和辞典，片假名英和辞典，大学皇冠英和辞典，最新明解英和辞典，新明解英和中辞典
- 皇冠德和辞典，新简明德和辞典，大法和辞典，日常简明法和/和法辞典
- 皇冠中日辞典，日常中日辞典，例解新日韓辞典，例解新韓日辞典
- 皇冠西日辞典，简明俄日辞典
- 现代英语语法辞典，英语语义语源辞典，图解英日辞典
- 语言学大辞典(全六卷，別卷一)，日本列島的语言，欧洲的语言

## 相关公司
三省堂印刷株式会社
印刷，制版
株式会社三省堂流通中心
三省堂出版物的仓库和运输
株式会社三省堂出版服务
三省堂出版物的促销
株式会社三省堂辞書编辑系统
辞書编辑，自费出版

## 相关項目
- 三省堂书店
- 新明解国语辞典
- 三省堂国语辞典
- 大辞林